# Hot Cargo
Hot Cargo est un film américain réalisé par Lew Landers, sorti en 1946.

## Fiche technique
- Titre : Hot Cargo
- Réalisation : Lew Landers
- Scénario : Daniel Mainwaring
- Musique : Alexander Laszlo
- Directeur de la photographie : Fred Jackman Jr.
- Production : William H. Pine, William C. Thomas
- Film en noir et blanc
- Durée : 57 minutes
- Genre : drame
- Date de sortie :
  - États-Unis : 28 juin 1946

## Distribution
- William Gargan : Joe Harkness
- Jean Rogers : Jerry Walters
- Phillip Reed : Chris Bigelow
- Larry Young : Warren Porter
- Harry Cording : Matt Wayne
- Will Wright : Tim Chapman
- Virginia Brissac : Mrs. Chapman
- David Holt : Peter Chapman
- Elaine Riley : Porter's Secretary
- Dick Elliott : Frankie